# Massacre de Ponce

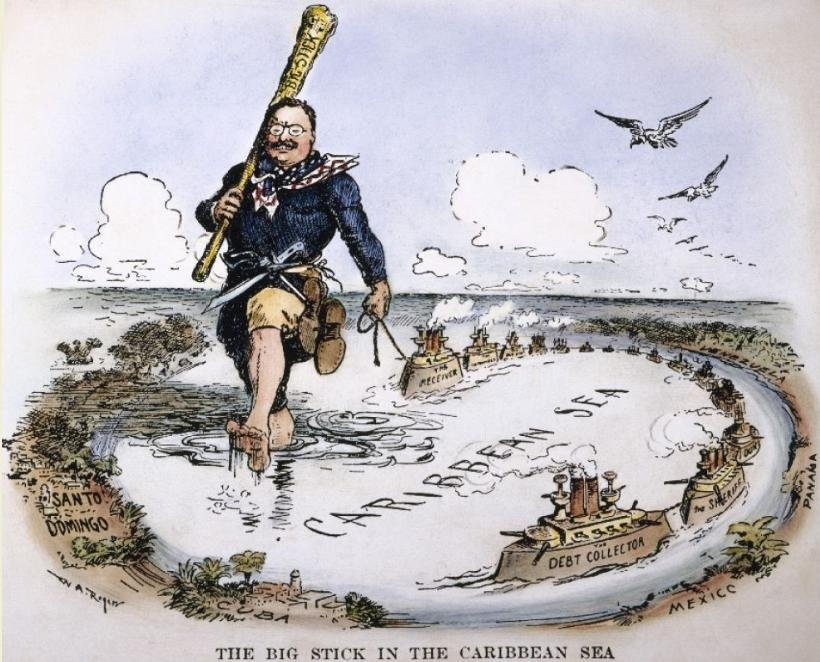
Caricatura de la política imperialista de Roosevelt al Carib

La Massacre de Ponce és un violent capítol en la història de Puerto Rico que va tenir lloc el 21 de març de 1937, quan la policia colonial nord-americana va obrir foc sobre una manifestació organitzada pel Partit Nacionalista de Puerto Rico en commemoració de l'abolició de l'esclavitud a l'illa per les Corts Generals de la Primera República Espanyola el 1873 i en protesta per la detenció il·legal de Pedro Albizu Campos. Va haver-hi 19 morts (2 d'ells policies) i 235 ferits.
La recerca dirigida per la Comissió de Drets Civils dels Estats Units va responsabilitzar-ne directament el governador colonial nord-americà, Blanton Winship, i la pressió del Congrés va portar el president Franklin Delano Roosevelt a destituir finalment Winship el març de 1939, gairebé dos anys després de la matança. No obstant això, ni ell ni cap dels seus subordinats va ser mai processat pel crim.

## Cronologia dels esdeveniments

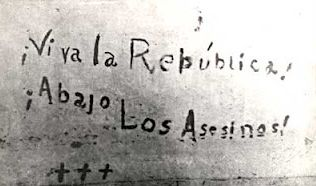
Missatge que el cadet Bolívar Márquez Telechea va escriure amb la seva sang abans de morir

Dies abans, els organitzadors de la marxa van sol·licitar i van rebre permís de part de l'alcalde de Ponce, José Tormos Diego. Tanmateix, en assabentar-se de la desfilada el governador de Puerto Rico, el general Blanton Winship, va exigir la retirada immediata de l'autorització moments abans que la manifestació comencés.
El 21 de març i, durant els dies que van precedir la massacre, es va dur a terme una significativa concentració de forces policials a Ponce que incloïa a experts tiradors mobilitzats de totes les casernes de policia de l'illa.
El cap de la policia, Guillermo Soldevilla, amb 14 policies, es va col·locar enfront dels manifestants. Rafael Molina i nou homes que estaven armats amb subfusells Thompson i bombes de gas lacrimogen, estaven a la part de darrere. El cap de la policia, Antonio Bernardi, juntament amb 11 policies armats amb metralladores, es van situar a l'est i un altre grup de 12 policies, armats amb fusells, es va col·locar a l'oest.
Al voltant de les 15:15, els Cadets de la República van formar fila de tres, a punt per començar la mobilització. Darrere d'ells estava el Cos d'Infermeres. Quan la banda de música va començar a tocar l'himne nacional, La Borinqueña, els manifestants van començar a desfilar.
Diversos testimonis constaten que la policia va disparar durant més de 15 minuts des de les seves quatre posicions. Prop de 100 persones van resultar ferides i dinou van ser assassinades. Els morts inclouen 17 homes, una dona i un nen de set anys. Alguns eren simplement transeünts. Un d'ells era un membre de la Guàrdia Nacional que tornava de fer exercici. També va ser assassinat el conductor d'un automòbil públic que passava pel carrer Aurora. Un comerciant de Mayagüez i un dels seus fills van ser tirotejats mentre estaven dempeus a l'entrada d'una sabateria que quedava al costat de la Junta. I finalment, dos policies van morir pel foc creuat de les armes dels seus propis companys.
Encara que no es van trobar armes a les mans dels civils ferits ni dels morts, al voltant de 150 manifestants van ser detinguts immediatament i més tard van ser posats en llibertat sota fiança.

## La Comissió Hays
La Comissió de Drets Civils dels Estats Units va organitzar un Comitè presidit per Arthur Hays, membre de la Unió Americana per les Llibertats Civils. La resta dels membres de la Comissió eren prominents porto-riquenys. La Comissió va concloure que: els policies van envoltar als cadets tancant-los pels quatre costats; que la policia no va deixar lloc perquè la multitud es pogués dispersar; i, finalment, que els cadets no portaven armes. Amb tot, no hi ha evidència per assegurar que el succeït el 21 de març de 1937 fos una conspiració entre la policia i el governador d'aquella època, Blanton Winship, nogensmenys, el president Roosevelt el va destituir del seu càrrec el maig de 1939 a causa de les denúncies del congressista Vito Marcantonio.

## Museu

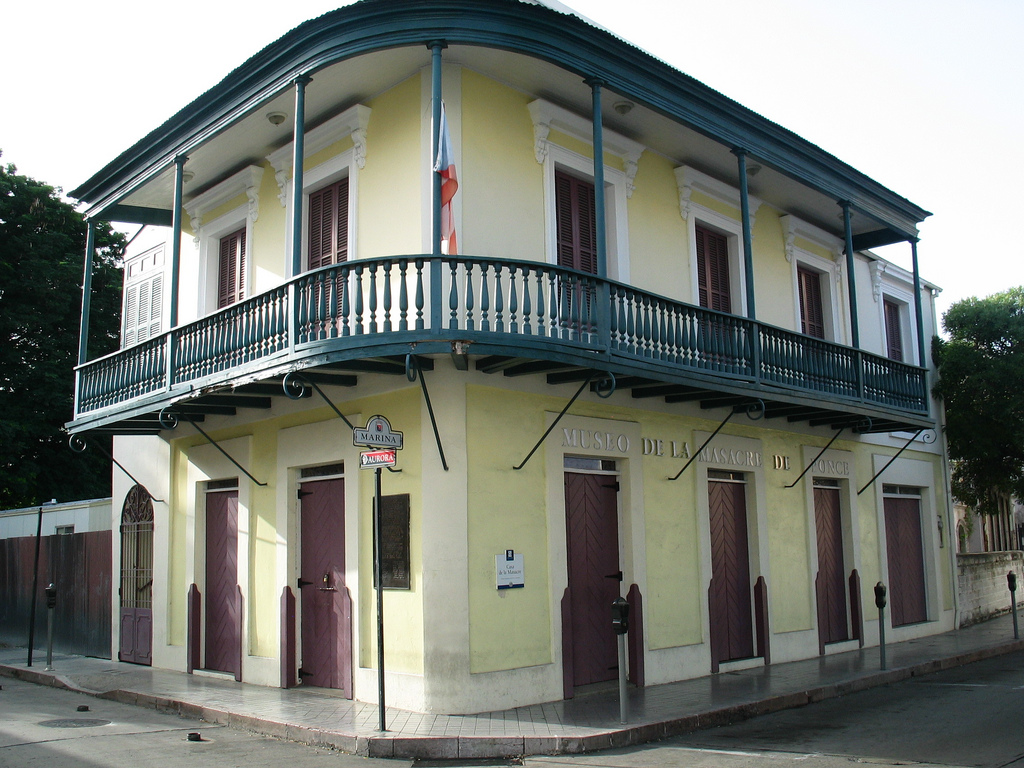
Museu de la Massacre de Ponce

L'Institut de Cultura Porto-riquenya administra la Casa de la Massacre de Ponce, un museu situat a la mateixa intersecció (entre calle Marina i calle Aurora) on els esdeveniments van tenir lloc. Conté fotografies i diversos artefactes de la Massacre de Ponce. Un àrea està dedicada al líder del moviment nacionalista Pedro Albizu Campos.
Aquest capítol històric va ser rellevant en la relació entre Puerto Rico i Estats Units.